# 高田浩吉
高田 浩吉（たかだ こうきち、1911年11月7日 - 1998年5月19日）は、日本の俳優、歌手である。本名：梶浦 武一（かじうら たけいち）。戦前の松竹を代表する時代劇スターであり、『歌う映画スター』第1号として知られる。次女は女優の高田美和（美和の元夫は歌舞伎俳優の2代目片岡秀太郎）、孫は同じく俳優の大浦龍宇一である。また元フジテレビアナウンサーの寺田理恵子は孫・大浦龍宇一の義母である（寺田の娘が大浦と結婚したため）。

## 来歴・人物
1911年（明治44年）11月7日、兵庫県川辺郡園田村（現在の同県尼崎市東園田町）に生まれる。
1926年（大正15年）、大阪商業学校を中退して松竹京都撮影所に入社。長谷川一夫、坂東好太郎とともに「松竹下加茂三羽烏」と呼ばれる。まもなくトーキー映画時代に入ると、生来の関西弁を標準語に変えるため、撮影所の江戸小唄研究会というサークルに参加。小唄のレッスンで鍛え上げたその美声を映画監督の大曾根辰夫に買われて、1935年（昭和10年）に『大江戸出世小唄』でポリドール・レコードから歌手デビュー。大曾根監督の同名の映画の中でこの歌を歌ったことから「歌う映画スター」第1号として映画、主題歌ともに評判になった。なお、本作は当時封切られたばかりのルネ・クレールのフランス映画『巴里の屋根の下』で映画も主題歌もそれぞれ大ヒットしたことにヒントを得た大曾根監督が、日本初のミュージカル映画として製作したといわれる。
『大江戸出世小唄』の大ヒットの以降、1936年（昭和11年）に『江戸節めおと姿』などをふきこむが、日中事変を契機にレコード業界は戦時歌謡全盛時代に入り高田もやがてレコードからは距離を置き、自身は戦地に召集され4年間の軍隊生活を経て除隊されるが、戦争の激化により映画製作が激減したことから高田浩吉劇団を旗揚げし、戦後まで地方巡業を行った。当時、弟子の1人には戦後の歌う映画スター鶴田浩二がいた。
高田が映画スターとして再び活躍するのは、1951年（昭和26年）に当時人気急上昇中の美空ひばりが主演を務めた斎藤寅次郎監督映画『とんぼ返り道中』で復帰してからである。当初はひばり相手の脇役としての出演だったが、高田の全盛期を知らない若いひばりファンたちの人気に火がつき、「平凡」の編集部宛に「ひばりちゃんと共演した新人の高田浩吉の写真が欲しい。ぜひ誌上で紹介して下さい」という投書が殺到したという。
その反響の大きさを雑誌「平凡」の編集長から聞いた日本コロムビアの伊藤正憲文芸部長は、高田と専属歌手の契約を結び、1953年（昭和28年）、『伊豆の佐太郎』でレコード界に再び登場。題名の佐太郎は実在の人物ではなく、作詞の西條八十の家に出入りしていた伊豆出身の佐太郎という植木職人の名前からつけたという。また、映画においても1954年（昭和29年）に始まった『伝七捕物帖』シリーズで松竹随一の時代劇スターとして再び人気を博し、このころすでに44歳だったため、「奇跡のカムバック」とさえ言われた。さらに、歌手としてNHK紅白歌合戦に2回連続出場している（詳細は下記参照）。
1960年（昭和35年）、松竹を退社して第二東映（後のニュー東映、1961年消滅）に移籍。ここでも主演スターとして活躍したが、あまりのハードスケジュールのため作品の質が低下し、次第に人気にも陰りがみえた。また、時代劇映画が斜陽となり、同社が鶴田浩二、高倉健らの仁侠映画を中心に変わったことから、1964年（昭和39年）より活動の中心をテレビ・舞台に移した。昭和40年代の懐メロブームの際には『なつかしの歌声』（東京12チャンネル、現在のテレビ東京）などの番組に常連出演。その美声を披露した。
「娯楽映画のスターは、常に最も美しく、颯爽としていなければならない。そのためには、コンディションを維持し、私生活でも好き勝手は許されない」という言葉どおり、酒も煙草もたしなまず、芝居と歌一筋に生きた。映画時代には「美貌タイム」を唱え、目が充血しないように午後八時以降は一切仕事をしなかったことで知られる。二枚目の容貌を保つため睡眠をたっぷりとることを自らに課していた。しかし、1968年（昭和43年）に放映された『伝七捕物帳』では徹夜の仕事を強いられることになってしまった。また、京都をこよなく愛し、亡くなるまで京都で暮らしていた。そのためか、めったなことがないかぎり東京で仕事はしていなかった。その一方で、1980年代には愛娘・高田美和の離婚・熱愛騒動や、マネージメント会社を通じて原野商法会社の宣伝用映画出演の依頼を受け、推薦文の製作や原野商法会社主催のディナーショーへの出演などの際、依頼をした会社が詐欺行為を行っていることの確認を怠ったとして起訴され話題を呼んだ。
1988年（昭和63年）には京都市文化功労者を表彰され、1990年（平成2年）には勲四等瑞宝章を受章した。
1998年（平成10年）5月19日、肺炎のため京都府京都市北区の病院で死去。享年87歳、満86歳没。墓所は尼崎市椎堂墓地。

## 主な出演

### 映画
- 森蘭丸（1930年、松竹）
- 大江戸出世小唄（1935年、松竹）
- 春琴抄 お琴と佐助（1935年、松竹）
- 家族会議（1936年、松竹）京極練太郎

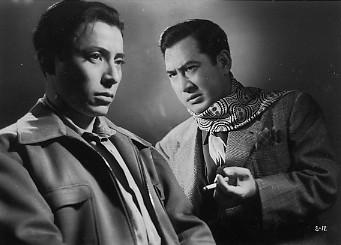
『戦慄』(1950）右は市川右太衛門

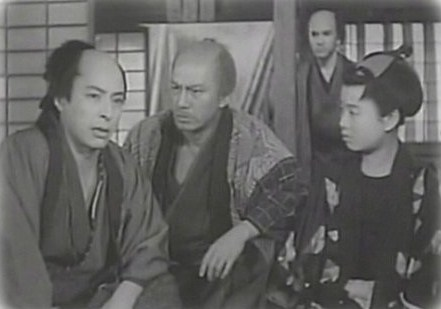
『とんぼ返り道中』(1950)右から美空ひばり、堺駿二、市川小太夫、高田

- 元禄快挙余譚 土屋主税 落花の巻（1937年、松竹下加茂）大高源吾
- 元禄快挙余譚 土屋主税 雪解篇（1937年、松竹下加茂）大高源吾
- 蒙古襲来 敵国降伏（1937年、松竹下加茂）兵衛次郎政国
- 残菊物語（1939年、松竹）
- 権三と助十（1940年、松竹下加茂）助十
- 不沈艦撃沈（1944年、松竹大船）
- 彼女の發言（1946年、松竹大船）
- 戦慄 (1950年、東横映画）
- とんぼ返り道中 (1950年、松竹)
- 大江戸五人男（1951年、松竹）
- 鞍馬天狗 鞍馬の火祭（1951年、松竹京都）
- 鞍馬天狗 天狗廻状（1952年、松竹京都）
- 丹下左膳（1952年、松竹京都） ...　柳生源三郎
- 弥太郎笠 前後篇 新東宝＝新生プロ 桑山盛助 1952.10.30
- ひばり姫初夢道中 松竹京都1952.12.29
- 伝七捕物帖 人肌千両（1954年、松竹）
- 伝七捕物帖 刺青女難（1954年、松竹）
- びっくり五十三次(1954年、松竹）
- 伝七捕物帳 黄金弁天（1954年、松竹京都）
- 七変化狸御殿（1954年、松竹京都）森の精
- 忠臣蔵 花の巻・雪の巻（1954年、松竹）- 浅野内匠頭
- 伝七捕物帖 女郎蜘蛛（1955年、松竹）
- 大江戸出世双六（1955年、松竹）
- 京洛五人男（1956年、松竹）
- りんどう鴉（1957年、松竹）
- 大忠臣蔵（1957年、松竹）
- 大東京誕生 大江戸の鐘（1958年、松竹、演：松本幸四郎）
- 太閤記（1958年、松竹）-木下藤吉郎
- 壮烈新選組 幕末の動乱（1960年、東映）- 桂小五郎
- 幽霊五十三次（1961年、ニュー東映）
- 又四郎行状記 神変美女蝙蝠（1961年、東映）
- 忍び大名（1964年、東映）
- 炎のごとく（1981年、大和新社）
- 映画女優（1987年、東宝）

### テレビドラマ
- はちまき大将（1962～1963年）渋谷天外（二代目）の弟役
- 風雲真田城（1964年 - 1965年） - 真田幸村 役
- 武田信玄（1966年）
- 船場（1967年）
- 鞍馬天狗（1967年〜1968年）
- 伝七捕物帖（1968年）
- 大奥（1968年）
- あゝ忠臣蔵（1969年）
- 銭形平次 第243話「黒い迷路」（1970年）
- 女系家族（1975年）
- 長七郎天下ご免! 最終話「春風、旅立ち、別れ雲」（1982年） - 尾張大納言義直 役

### その他のテレビ番組
- 今夜は最高!（日本テレビ、1982年）
- おじゃまします（TBS、1985年）

### ラジオ番組
- 高田浩吉ショー（ニッポン放送）

### CM
- アートネイチャー（1983年）

他

## ディスコグラフィー
- 大江戸出世小唄（1935年）
- 伊豆の佐太郎（1953年）
- 江戸いろは祭（1953年）
- 流転侍（1953年）
- 佐吉子守唄（1953年）
- 伝七小唄（1954年）
- 五十三次待ったなし（1954年）
- 振り分け街道（1954年）
- 白鷺三味線（1954年）
- 名月佐太郎笠（1955年）
- 大江戸出世双六（1955年）
- 江戸の三四郎さん（1956年）
- 流転（1956年）
- りんどう鴉（1956年）
- 折鶴さんど笠（1957年）

## NHK紅白歌合戦出場歴
| 1957年（昭和32年）/第8回                               | うかれ駕籠   | 宮城まり子 |
| 1958年（昭和33年）/第9回                               | 勇み肌千両男 | 宮城まり子 |
| - いずれも、ラジオ中継の音声と歌唱中の写真が現存する。 |              |            |

## 主な受賞歴
- 1996年（平成8年）度 - 第6回日本映画批評家大賞 ゴールデン・グローリー賞

## 著書
- 『僕の思ひ出』茂木壮郎　1935
- 『冬鶴春鶴』平凡出版　1957